# Lieusaint (Sekwana i Marna)
Lieusaint – miejscowość i gmina we Francji, w regionie Île-de-France, w departamencie Sekwana i Marna.
Według danych na rok 1990 gminę zamieszkiwało 5200 osób, a gęstość zaludnienia wynosiła 434 osób/km² (wśród 1287 gmin regionu Île-de-France Lieusaint plasuje się na 321. miejscu pod względem liczby ludności, natomiast pod względem powierzchni na miejscu 281.).